# Нерсес Бедрос XIX
Нерсес Бедрос XIX  (Нерсес Пётр XIX, в миру — Бутрос Таза ; арм. Ներսես Պետրոս ԺԹ Թարմունի, 17 января 1940, Египет — 25 июня 2015, Ливан) — Патриарх Армянской католической церкви. Официальный титул — Его Блаженство Католикос — Патриарх Киликии.

## Биография
Родился в Египте, в большой семье, принадлежавшей к армянам-католикам. Бутрос был пятым ребёнком в семье из восьми. Начальное и среднее образование получил в христианском колледже ордена Братьев христианских школ в Каире.
Приняв решение готовиться к священству, он в 1958 году переехал в Рим, где изучал философию и теологию в армянском колледже, входящем в состав Папского Григорианского университета. После окончания учёбы он был рукоположён в священники 15 августа 1965 года. С 1965 по 1968 год служил в армяно-католическом приходе Благовещения в Каире. С 1968 по 1990 год был куратором прихода св. Терезы из Гелиополя в Каире.
18 февраля 1990 года был хиротонисан во епископы и возглавил армяно-католическую епархию Александрии. Хиротонию проводил Его Блаженство Патриарх Ованес Бедрос XVIII, бывший в то время главой Армянской католической церкви.
В октябре 1999 года на Священном Синоде Армянской католической церкви был избран новым Патриархом и взял себе имя Нерсес Бедрос XIX.
Скончался 25 июня 2015 года в Бейруте от инфаркта. Его преемником стал Патриарх Григор Бедрос XX. 16 сентября 2015 года посмертно был награждён Орденом Святого Месропа Маштоца.